# Andrés García Prieto
Andrés García Prieto (ur. 19 stycznia 1846 w Peral de Arlanza, zm. 18 listopada 1915 w Santander) – hiszpański malarz.
W swojej rodzinnej wiosce Peral de Arlanza Andrés spotkał robotników i architektów pracujących nad budową mostu na rzece Arlanza. Z zainteresowaniem śledził ich plany i szkice, ujawniając również swój talent do rysunku. Prawdopodobnie właśnie ci budowniczy przekonali rodziców Andrésa, dobrze usytuowanych rolników, aby wysłali go do szkoły rysunku i malarstwa w Madrycie. W tym czasie Andrés miał już 27 lat, co oznaczało dość poważny wiek aby zaczynać studia.
W 1875 r. został wyróżniającym się uczniem Germana Hernández Amores w jego szkole rysunku w Madrycie. Studiował w Królewskiej Akademii Sztuk Pięknych św. Ferdynanda oraz w jej filii w Rzymie. Ubiegając się o stypendium prowincji Burgos podarował miastu portret króla Alfonsa XII, jednak otrzymał tylko skromną nagrodę pieniężną. W 1876 r. ponownie ubiegał się o stypendium tym razem prezentując świadectwo z celującymi wynikami i uzyskując pensję. Mieszkał w Rzymie i w Wenecji, z tęsknoty za krajem i pejzażem północnej Hiszpanii wrócił do kraju i osiedlił się w Santanderze.

## Wybrane dzieła
- Paisaje de la Casa de Campo, 1878.
- Los borrachos (copia de Velázquez), 1878.
- Jura de Santa Gadea, 1881.
- Corazón de Jesús y Corazón de María, 1881.
- Salomé con la cabeza de Bautista, 1882.
- La Tarantella, 1883.
- Autorretrato de pintor con capa, 1885.
- Barcos, redes y un hombre que se dirige a un barco, 1887.
- Traseras de Venecia, 1887.
- Palacio Ducal de Venecia, 1887.
- Venecia. Palacio Lavia, 1890.
- Río, puente de palos y árboles, 1900.
- Bodegón, 1904.
- Los socios de San Vicente, 1905.
- Vista de Santander, 1915.